# Riera de Coaner
La Riera de Coaner, dins el Bages, és un afluent per la dreta del riu Cardener. Rep el nom del poble de Coaner, que pertany al municipi de Sant Mateu de Bages.
Neix prop de la Molsosa (Solsonès), a la serra de Castelltallat, i pren un sentit d'oest a est fins a desembocar aigües amunt de Súria, després d'un recorregut d'uns 13 km, pràcticament tots per zones forestals.
Té un cabal escàs i irregular però a l'estiu no arriba a assecar-se gràcies a una certa regulació subterrània.

## Municipis per on passa
El curs de la Riera de Coaner transcorre íntegrament pel terme municipal de Sant Mateu de Bages.

## Xarxa hidrogràfica
La xarxa hidrogràfica de la Riera de Coaner està constituïda per 195 cursos fluvials que sumen una longitud total de 120,8 km.

### Distribució municipal
El conjunt de la xarxa hidrogràfica de la Riera de Coaner transcorre pels següents termes municipals:

### Taula de dades de síntesi

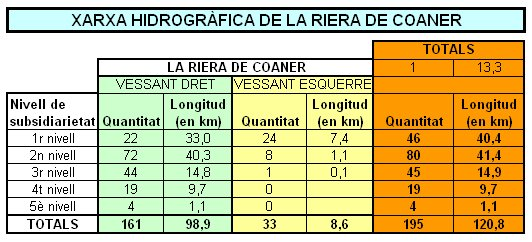
Taula amb les dades detallades

### Territori PEIN
Bona part dels vessants drets de la Rasa i de la Riera de Coaner a partir de la confluència amb aquella formen part del PEIN de la Serra de Castelltallat.